# Kerc
Kerc (románul Cârța, németül Kertz, szászul Kierz) falu Romániában, Szeben megyében, az azonos nevű község központja.

## Fekvése
Nagyszebentől 48 km-re keletre az Olt bal partján fekszik.

## Története
Egy 1207-es oklevél szerint Benedek erdélyi vajda beiktatta a néhány évvel korábban alapított kerci ciszterci monostort a románoktól elvett föld birtokába. 1223-ban Kerch alakban fordul elő. 1252-ben a románokat Kercről nevezték, ami azt valószínűsíti, hogy Kerc volt az első román központ a Kárpát-medencében.
A trianoni békeszerződés előtt Fogaras vármegyéhez tartozott.

## Híres műemléke
A település legnevezetesebb műemléke cisztercita temploma és kolostora, mely a 13. század közepén épült, de alapítását a korabeli források 1202-re teszik. Szerzetesei a franciaországi pontignyi apátságból kerültek ide. A 16. században indult pusztulásnak. Kolostorának egy része emeletnyi magasan áll, templomának szentélyét szász evangélikus templommá alakították át. 1648-ban említenek itt egy udvarházat, melyet ekkor állítanak helyre a megrongálódott templommal együtt.

## Kerc ma
1910-ben 954, többségben német lakosa volt, jelentős román kisebbséggel. A trianoni békeszerződésig Fogaras vármegye Alsóárpási járásához tartozott. 1992-ben társközségeivel együtt 1116 lakosából 817 román, 198 német, 90 cigány és 11 magyar volt.
A kis létszámú magyar lakosság ellenére, a kolostor melletti iskola falán mai napig is csupán német és magyar nyelven szerepel az „elemi iskola” felirat.

## Híres emberek
- 1826-ban itt született Viktor Kästner, erdélyi szász tájszólásban alkotó költő.

## További irodalom
- Gerő, L. (1984): Magyar műemléki ABC. (Hungarian Architectural Heritage ABC.) Budapest
- Gerevich T. (1938): Magyarország román kori emlékei. (Die romanische Denkmäler Ungarns.) Egyetemi nyomda. Budapest
- Henszlmann, I. (1876): Magyarország ó-keresztyén, román és átmeneti stylü mű-emlékeinek rövid ismertetése, (Old-Christian, Romanesque and Transitional Style Architecture in Hungary). Királyi Magyar Egyetemi Nyomda, Budapest
- Dercsényi D. (1972): Román kori építészet Magyarországon. Corvina, Budapest